# 天ヶ瀬温泉
天ヶ瀬温泉（あまがせおんせん）は、大分県日田市にある温泉。別府、由布院と並ぶ豊後三大温泉のひとつ。

## 泉質
- 硫黄泉
- 単純温泉

かつては河川敷を掘ればどこでも温泉が湧いたという。触感はさらりとした感触のやさしいお湯。ぬるつきは無い。

## 温泉街
玖珠川沿いを中心に約20軒の旅館・民宿が営業。天ヶ瀬温泉では「天ヶ瀬温泉なんでもパスポート」という宿泊施設への立ち寄り湯が可能な湯巡りパスポートを発行しており、あまがせ観光案内所で購入できる。
玖珠川の河原には共同露天風呂が5箇所と旅館所有の露天風呂が2箇所存在する。共同露天風呂は、JR天ケ瀬駅から徒歩約1分程にある「駅前温泉」をはじめ、「薬師湯」「神田湯」「益次郎温泉」「鶴舞の湯」の5箇所。いずれも料金箱に100円を入れて入浴する。どの共同露天風呂も天ケ瀬駅から徒歩約15分以内である。共同露天風呂は温泉街の各自治会が管理しており、掃除のため午後から入浴可能とする共同露天風呂もある。タオル・石鹸は各自持参が原則であり、地元住民も入浴する露天風呂なのでマナーには厳しい。河原にあるため、大雨で川の水量が増えた際は川中に没する共同露天風呂もある。共同露天風呂の他に足湯や手湯も存在する。

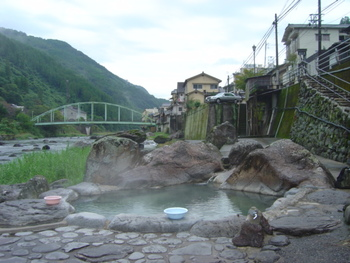
共同露天風呂の神田湯。
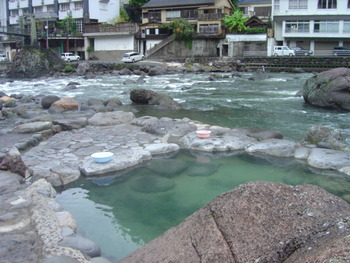
神田湯。玖珠川に接する。
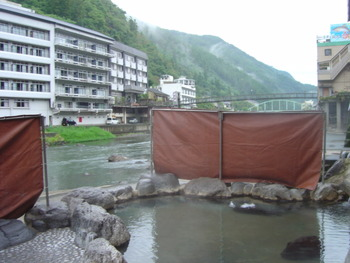
薬師湯。
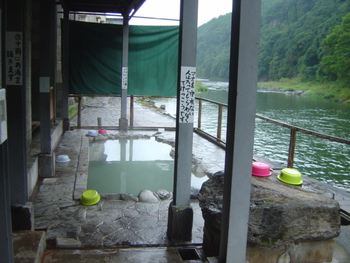
駅前温泉。

## 歴史
開湯時期は不明。奈良時代に書かれた『豊後国風土記』にその名が登場しており、開湯はそれ以前であると考えられる。『豊後国風土記』には大地震で温泉が湧出したと記載されている。
玖珠川の河畔に宿が立ち並ぶようになったのは、江戸時代末期から明治時代にかけてである。江戸時代には広瀬淡窓が療養したともいわれている。
筑豊の炭鉱が賑わっていた頃は、炭鉱関係者の保養地として歓楽温泉地的な賑わいを見せていた。
1960年代の高度経済成長期には社員旅行先として選ばれることが多かった。観光客は1990年には約25万人だったが、2012年には約9万5000人となっている。
2020年7月7日に発生した『令和2年7月豪雨』で、玖珠川が氾濫し温泉街が被害に遭った。

## アクセス
- 鉄道：JR九州久大本線天ケ瀬駅下車すぐ。ゆふ・ゆふいんの森停車。
- 自動車：国道210号沿い。大分自動車道 天瀬高塚ICより約15分。